# Nazí Paikidze
Nazí Paikidze (en georgiano: ნაზი პაიკიძე, Nazí Ṗaiḳiʒe; y en idioma ruso: Нази Нодаровна Паикидзе-Барнс) (Irkutsk, 27 de octubre de 1993) es una ajedrecista georgiana-estadounidense de origen ruso que ostenta los títulos de Maestra Internacional (MI) y Gran Maestra Femenina (GMF) por la FIDE, que le fueron otorgados en 2012 y 2010, respectivamente. Paikidze fue dos veces campeona mundial femenina y cuatro veces campeona europea femenina en su categoría de edad, y es dos veces campeona femenina de Estados Unidos.

## Primeros años
Paikidze nació en la ciudad rusa de Irkutsk. Su padre era ingeniero mecánico y su madre bioquímica. Su padre le enseñó a jugar al ajedrez cuando tenía cuatro años. Ese mismo año, sus padres se mudaron a Tiflis (Georgia), donde creció con doble nacionalidad: georgiana y rusa.
En Tiflis, Paikidze asistió a la escuela primaria, donde el ajedrez formaba parte del plan de estudios, y cuenta que el ajedrez se convirtió en su clase favorita. Su profesor de ajedrez reconoció su talento y sugirió a sus padres que consideraran el ajedrez como una profesión para su hija. Paikidze ha dicho: «Todas las familias de Georgia tienen un juego de ajedrez y saben jugar. Todo el mundo en el país conoce los nombres y las caras de los mejores ajedrecistas georgianos».
En 2008, a los 14 años, Paikidze comenzó a ser entrenada por el gran maestro ruso Vladimir Belov y otros. Se convirtió en gran maestra femenina en 2010 y luego en maestra internacional.

## Carrera
Paikidze ganó doce medallas en el Campeonato Europeo Juvenil de Ajedrez, el Campeonato Mundial Juvenil de Ajedrez y el Campeonato Mundial Juvenil de Ajedrez, incluidas seis medallas de oro, en diversas categorías de edad. Ganó cuatro veces el Campeonato Europeo Juvenil de Ajedrez: en Budva 2003 (categoría femenina Sub-10), Herceg Novi 2005 (Sub-12 femenina), Šibenik 2007 (Sub-14 femenina) y Herceg Novi 2008 (Sub-16 femenina).Ganó medallas en el Campeonato Mundial Juvenil de Ajedrez en Kallithea 2003 (bronce en la categoría femenina Sub-10), Belfort 2005 (plata en la categoría femenina Sub-12), Batumi 2006 (bronce en la categoría femenina Sub-14), Kemer 2007 (oro en la categoría femenina Sub-14), Vũng Tàu 2008 (oro en la categoría femenina Sub-16) y Antalya 2009 (bronce en la categoría femenina Sub-16). También ganó dos medallas de bronce en el Campeonato Mundial Juvenil Femenino de Ajedrez Sub-20, en Gaziantep 2008 y Madrás 2011.
En 2009, con 16 años, alcanzó una puntuación máxima de 2455 y ocupó el puesto 35 en el ranking mundial de mujeres con mejor puntuación de la FIDE.
Un año después, en 2010, ganó conjuntamente el torneo femenino abierto del Abierto de Moscú, ganó el Campeonato Femenino de Moscú y la clasificación para el Campeonato Femenino de Rusia («Liga Superior»), y terminó cuarta en la Superfinal del Campeonato Femenino de Rusia. Ese mismo año, se le concedió el título de Gran Maestra Femenina (WGM) por sus resultados en el Abierto Aeroflot de 2008, el Campeonato Femenino de Georgia de 2009, donde quedó en segundo lugar, y el Abierto de Moscú de 2010.
En 2011 Paikidze representó a Georgia en el IX Campeonato Europeo Femenino por Equipos de Ajedrez en Porto Carras, donde ganó la medalla de bronce por equipos. Un año más tarde, recibió el título de Maestra Internacional (MI).
En 2013, Paikidze compitió en un pequeño número de eventos internacionales de ajedrez en Estados Unidos tras mudarse a Baltimore (Maryland). A continuación, cambió su federación FIDE por la de Estados Unidos.
En 2015 debutó en el Campeonato Femenino de Ajedrez de Estados Unidos, donde quedó segunda con una puntuación de 7½/11 puntos. Más tarde ese mismo año, ganó el Boardwalk Open en Galloway (Nueva Jersey), superando en el desempate a Sergey Kudrin e Igor Sorkin, después de que todos terminaran con 4/5.
El 25 de abril de 2016, ganó el Campeonato Femenino de Estados Unidos en su segunda participación con 8½ puntos en 11 partidas.
Paikidze boicoteó el Campeonato Mundial Femenino de Ajedrez 2017 que se celebró en Teherán (Irán), debido a su código de vestimenta que exige el uso del hiyab. «No voy a llevar el hiyab y apoyar la opresión de las mujeres. Aunque eso signifique perderme una de las competiciones más importantes de mi carrera», dijo. Recibió el apoyo de la Federación de Ajedrez de Estados Unidos, así como de destacados jugadores como Nigel Short y Garri Kaspárov. Su petición en línea para que se trasladara el campeonato o se flexibilizaran las leyes sobre el hiyab ha recibido más de 15 000 firmas. En este contexto, se ha señalado que el Departamento de Estado de los Estados Unidos ha emitido una advertencia de que existe «riesgo de arresto y detención de ciudadanos estadounidenses», y también afirma que los viajeros «deben sopesar muy cuidadosamente los riesgos del viaje y considerar la posibilidad de posponerlo».
En abril de 2018, Paikidze ganó por segunda vez el Campeonato Femenino de Estados Unidos de 2018, tras derrotar a la WIM Annie Wang en la partida de desempate, que comenzó con 1-1 en la partida rápida y terminó con la victoria de Paikidze con blancas en el Armagedón.
En octubre de 2021, empató en octava posición en el Campeonato Femenino de Estados Unidos de 2021 con una puntuación de 4,5/11 puntos.

## Vida personal
Paikidze es actualmente profesional del ajedrez a tiempo completo. Se casó con el ingeniero estadounidense Greg Barnes y reside en la zona de Las Vegas (Nevada). Estudió en la Universidad de Maryland, que contaba con un programa de ajedrez que ha ganado un número récord de veces tanto el Campeonato Panamericano Interuniversitario de Ajedrez por Equipos como la Copa del Presidente. Se unió al equipo de la UMBC en otoño de 2012.